# Joseph Isaac Schneersohn
Joseph Isaac Schneersohn (znany we wspólnocie pod imieniem Frierdikker Rebbe, jidysz: Poprzedni Rabi) (ur. 21 czerwca 1880 w Lubawicze, zm. 28 stycznia 1950 na Brooklynie w Nowym Jorku) – był jedynym synem rabiego Sholomo Dovber Schneersohna (1860–1920) i przedostatnim (szóstym) głównym rabinem wspólnoty Chabad-Lubawicz, a następnie pierwszym rabinem wspólnoty Chabad-Lubawicz USA.

## Życiorys
Urodził się 21 czerwca 1880 we wsi Lubawicze na terenie obecnej Rosji. W 1897 mając 17 lat ożenił się ze swoją kuzynką Nechamą Diną Schneersohn, córką rabina Avrahama Schneersona z Kiszyniowa, z którą miał 3 córki: Hanę Gurary, Chaję Schneerson i Szanę Horenstein.
Za swoją działalność wielokrotnie aresztowany przez carską policję za próby kontaktów z zachodnimi rządami w związku z falami pogromów mającymi miejsce w Rosji na początku XX wieku. 
W 1927 roku został aresztowany przez bolszewików za zwalczanie ateizacji Żydów. Od 1928 do 1934 podróżował szukając poparcia dla swojej wspólnoty w ZSRR (tam też przebywał przez większość czasu) i organizując Chabad za granicą. W 1934 osiedlił się na kilka lat w Warszawie, której nie chciał opuścić w 1939. Zrobił to jednak ostatecznie w 1940 na prośbę wspólnoty, a dzięki wpływom Wilhelma Canarisa otrzymał immunitet i udał się do USA. Tam rozpoczął odtwarzanie swojej wspólnoty i pracę misjonarsko-kaznodziejską. 
W 1948 założył wioskę Chabad w Izraelu. Na swojego następcę wyznaczył swego młodszego zięcia Menachema Mendla Schneersona. 
Zmarł w 1950 w Stanach Zjednoczonych.